# 水磜子
水磜子，原寫為水砌仔，是臺灣新竹縣北埔鄉的一個傳統地域名稱，位於該鄉東北部。相較於今日行政區，其範圍大致與水磜村相近。
本地區全境位於峨眉溪右岸支流水磜溪上游集水區範圍內。

## 歷史
台灣清治末期至日治初期，水磜子地區為一街庄，稱為「水砌仔庄」，隸屬於竹北一堡。該庄西北及北與大壢庄為鄰，東北一小段與樹杞林街為界，東與上公館庄為鄰，東南邊為大湖庄為鄰，西南邊及西邊為北埔庄。
1901年（日治明治三十四年）11月，全台廢縣廳改設二十廳，該庄隸屬於新竹廳。1909年（明治四十二年）10月，合併二十廳為十二廳，該庄隸屬不變。1920年（大正九年），廢十二廳改設五州二廳，該庄改制並雅化為「水磜子」大字，隸屬於新竹州竹東郡北埔庄，大字下有「水磜子」、「麻布樹排」、「面盆寮」小字名。
戰後北埔庄改制為北埔鄉，隸屬於新竹縣，大字亦改制為村。1950年桃、竹、苗分治，北埔鄉隸屬不變。

## 交通
省道台3線俗稱「內山公路」，是台北至屏東的內陸縱貫幹道，大致以東北—西南走向蜿蜒經過水磜子地區東南部，向東北轉東可前往下公館、橫山、關西、龍潭等地，向西南轉西經北埔市區可前往峨眉、三灣、獅潭、大湖等地。
鄉道竹37線是上面盆寮至內大坪的道路，其東北側端點位於本地區東北角邊界處鄉道竹45線（竹東公園路）路口，由此大致向西南轉南蜿蜒穿越本地區中部偏西北地帶，出邊界後可前往北埔市區、大份林、內大坪並止於內豐石橋，續行可越過新竹、苗栗縣界以前往南庄東河地區並止於鄉道苗21線路口。
鄉道竹45線是上大壢至大分林的道路，大致以東北—西南走向轉縱向經過本地區北部及西北部邊界地帶後穿越本地區西部，向東北轉北再轉西可繞過大壢地區而止於草山地區的鄉道竹40線、竹46線（新湖路一段、水仙路）路口，向南經北埔市區西側可前往南埔、大分林並止於鄉道竹37線路口。